# Передовой (канонерская лодка)
«Передовой» — советская речная канонерская лодка, оборудованная из мобилизованного парового колёсного буксира.

## История службы
Паровой колёсный буксир был построен на Мальцевском заводе в 1891 году для коммерческих перевозок. В этой роли он плавал по Днепру до 1919 года.
Во время гражданской войны, когда в феврале 1919 года РККА вытеснила из Киева войска УНР, пароход был национализирован. В 1925 году после капитального ремонта судно вооружили и включили в отдельный отряд судов реки Днепр в качестве канонерской лодки - согласно тогдашней классификации корабль с орудиями калибра более 76 мм. С 27 июня 1931 года «Передовой» в составе Днепровской военной флотилили, а с 17 июля 1940 года - в составе Пинской военной флотилии (ПВФ).
С началом войны «Передовой» совершает переход 28 июня 1941 года на реку Припять в район Дорошевичи. 11 июля 1941 года канонерку включили в состав Днепровского отряда речных кораблей (ОРК) Пинской военной флотилии (ПВФ) для действий на участке Триполье — Ржищев — Канев. Уже 13 июля корабль оказывает огневую поддержку советским войскам при обороне города Канев, а после 10 августа действует в районе города Кременчуг.
11 августа, во время перехода в Черкассы, «Передовой» совместно с канонерской лодкой «Верный» завязал огневой бой с немецкой противотанковой батареей на 634-м километре Днепра. «Передовой» получил ряд попаданий и лишился хода. В этой ситуации «Верный» отбуксировал повреждённый корабль к левом у берегу. Утром 12 августа противник возобновил обстрел канонерской лодки. Командир корабля, капитан-лейтенант Павлов А. З., приказал взорвать корабль. Экипаж вскоре был доставлен через местечко Золотоноша в Киев.
6 октября «Передовой» исключили из списков кораблей ВМФ по приказу командующего флотом. В 1945 году останки корабля были сданы на металлолом.

## Командиры корабля
По неполным данным должность командира корабля исполняли:
- старший лейтенант Кринов В. А.: 10 августа 1935 - 27 сентября 1936 г.
- Фирсов А. А.: 27 сентября 1936 - 1937 г. (репрессирован)
- старший лейтенант Анастасьев Л. Д.: 1937 - 1941 г.
- капитан-лейтенант Павлов А. З.: 12 июля 1941 - 12 августа 1941 г.

## Известные люди служившие на корабле
- Гущин, Алексей Матвеевич